# Никитин, Борис Григорьевич
Бори́с Григо́рьевич Ники́тин (16.07.1922, п. Зубчаниновка Волжского района Самарской области — 16.10.1991, г. Воткинск, РСФСР) — главный инженер Воткинского машиностроительного завода, Герой Социалистического труда.

## Биография
Родился в поселке Зубчаниновка (ныне в составе Кировского района города Самары). Русский. Член ВКП(б) с 1943 года.
Участник Великой Отечественной войны, защищал Заполярье.
В 1949 году окончил Куйбышевский индустриальный институт. Был направлен по распределению в Воткинск (Удмуртская АССР) на завод № 235 Министерства оборонной промышленности (Воткинский машиностроительный завод).
Работал старшим мастером артиллерийско-сборочного цеха, заместителем начальника цеха, начальником цеха приборостроения, начальником сборочного цеха. В 1962 году был назначен главным инженером завода. В этой должности работал вплоть до выхода на пенсию.
В начале 1950-х годов работал над выпуском зенитных орудий КС-19. В конце 1950-х годов участвовал в сборке первых жидкостных ракет 8А61 и 8К14, известных на Западе, как СКАД.
Руководил организацией производства, реконструкцией цехов и производства, освоением новейших технологий изготовления и сборки ракетных комплексов 8К14, «Темп-С», стратегических и межконтинентальных ракет «Темп-2С», «Пионер», «Пионер-УТТХ», «Тополь». Под его руководством впервые в отрасли были отработаны и внедрены технологии штамповки взрывом, сварка крупногабаритных сборок ракет из спецсплавов в обитаемой камере в среде инертных газов, единственный в РСФСР участок спекания деталей из вольфрамового порошка и сплавов.
Как технический руководитель, Никитин возглавлял работу по переоснащению завода. Под его руководством было создано 10 цехов механической обработки и сборки.
Б. Г. Никитин являлся членом исполкома Воткинского городского Совета народных депутатов.
С 1986 года — на пенсии. Жил в Воткинске. Скончался 16 октября 1991 года. Похоронен на городском кладбище Воткинска.

## Увековечивание памяти
- Почётный гражданин Воткинска (23.06.2004, посмертно)
- На ФГУП «Воткинский завод» учреждены ежегодные премии его имени за лучшие конструкторские и технологические разработки.

## Награды
- Герой Социалистического Труда с вручением ордена Ленина и золотой медали «Серп и Молот» (1982)
- Орден Ленина за большой вклад в развитие науки и техники и организацию прогрессивных производств (1976)
- Орден Октябрьской Революции за освоение производства ракеты «Пионер» (1971)
- Орден Трудового Красного Знамени за освоение выпуска ракеты «Темп-С» (1968)
- Орден Отечественной войны II ст. (1985)
- Медаль «За отвагу» (в годы Великой Отечественной войны)
- Медаль «За оборону Советского Заполярья» (в годы Великой Отечественной войны)